# Орлешть (комуна)
Орлешть, Орлешті (рум. Orlești) — комуна у повіті Вилча в Румунії. До складу комуни входять такі села (дані про населення за 2002 рік):
- Аурешть (310 осіб)
- Орлешть (1865 осіб) — адміністративний центр комуни
- Прокопоая (544 особи)
- Скайоші (302 особи)
- Сіля (403 особи)

Комуна розташована на відстані 152 км на захід від Бухареста, 36 км на південь від Римніку-Вилчі, 61 км на північний схід від Крайови, 144 км на південний захід від Брашова.

## Населення
За даними перепису населення 2002 року у комуні проживали 3424 особи.
Національний склад населення комуни:
| Національність | Кількість осіб | Відсоток |
| -------------- | -------------- | -------- |
| румуни         | 3411           | 99,6%    |
| цигани         | 13             | 0,4%     |

Рідною мовою назвали:
| Мова      | Кількість осіб | Відсоток |
| --------- | -------------- | -------- |
| румунська | 3422           | 99,9%    |
| циганська | 2              | 0,1%     |

Склад населення комуни за віросповіданням:
| Релігія     | Кількість осіб | Відсоток |
| ----------- | -------------- | -------- |
| православні | 3420           | 99,9%    |
| реформати   | 3              | 0,1%     |
| адвентисти  | 1              | < 0,1%   |